# Adolf Graß

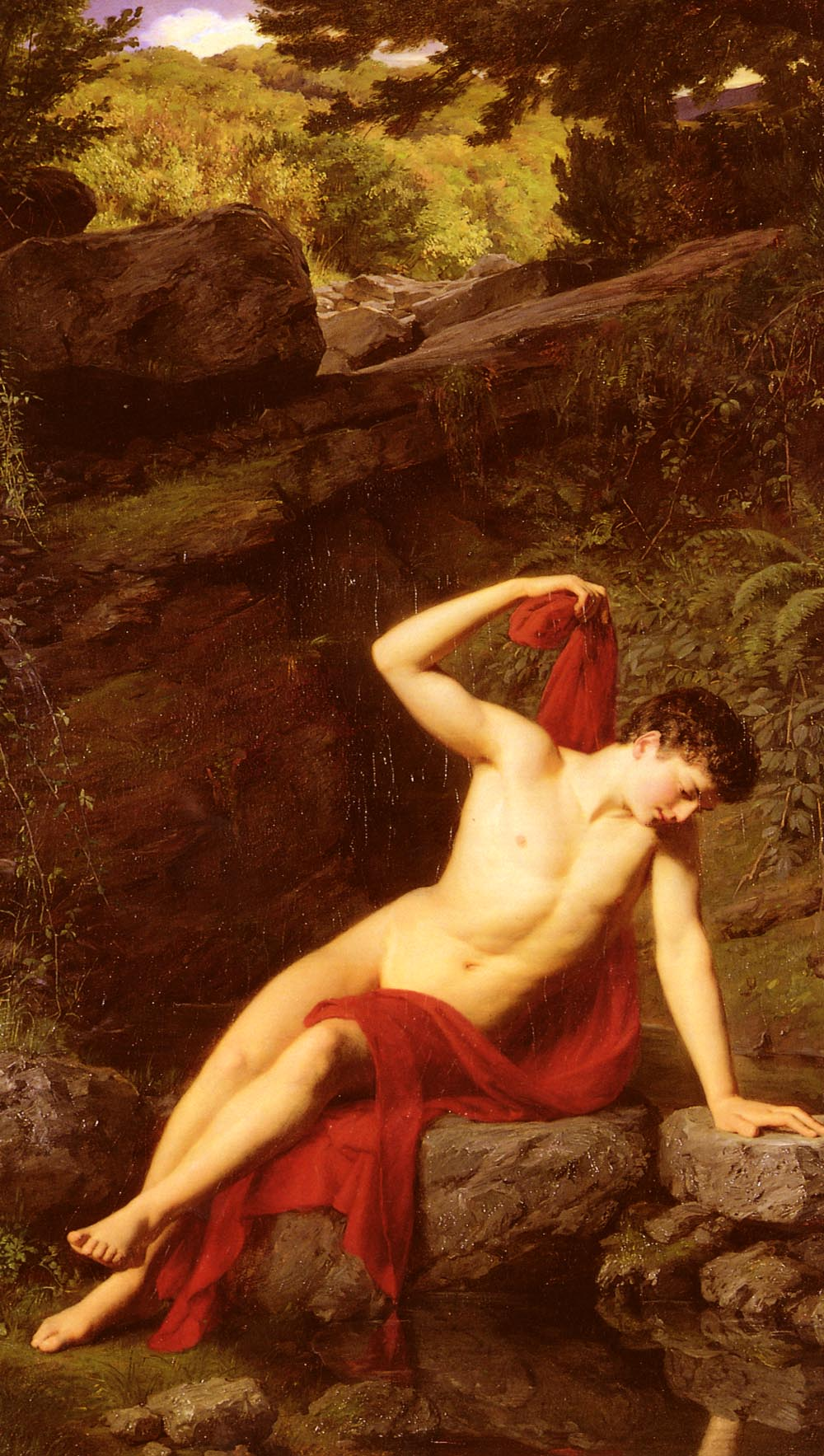
Narziss, 1867

Adolf Joseph Graß, auch Grass (* 12. November 1841 in Düsseldorf; † 29. Oktober 1926 in Bozen), war ein deutscher Historien- und Porträtmaler der Düsseldorfer Schule.

## Leben
Graß studierte Malerei an der Kunstakademie Düsseldorf. Dort waren Eduard Bendemann und Karl Ferdinand Sohn seine wichtigsten Lehrer. Zu Studienzwecken hielt er sich in Rom und Bozen auf. 1891 zog er nach Innsbruck, später auf den Erlacherhof in Gries am Brenner. Graß war Mitglied in der Allgemeinen Deutschen Kunstgenossenschaft und im Verein Düsseldorfer Künstler zu gegenseitiger Unterstützung und Hilfe. 1877 stellte Graß beim Kunstverein für die Rheinlande und Westfalen aus, 1888 und 1889 auf weiteren Ausstellungen in seiner Heimatstadt.

## Werke (Auswahl)
- Narziss, 1867
- Porträt von Wilhelmine Luise Heyl, 1874
- Leichnam Christi im Grab, 1886